# Ron Andruff
Ronald Nicholas „Ron“ Andruff (* 10. Juli 1953 in Port Alberni, British Columbia) ist ein ehemaliger kanadischer Eishockeyspieler (Center) der von 1974 bis 1982 für die Montréal Canadiens und Colorado Rockies in der National Hockey League sowie den Mannheimer ERC und die Düsseldorfer EG in der Eishockey-Bundesliga spielte.

## Karriere
Ron Andruff wurde als Stürmer von den Montréal Canadiens in der NHL Amateur Draft 1973 in der zweiten Runde an 32. Position gewählt. Im gleichen Jahr wollten ihn die Winnipeg Jets verpflichten, die sich damals noch in einer Konkurrenzliga zur National Hockey League befanden, der World Hockey Association. Andruff entschied sich aber für die NHL, musste jedoch die ersten drei Jahre in einem Farmteam der Canadiens bei den Nova Scotia Voyageurs in der American Hockey League spielen und kam in Montréal in dieser Zeit nur sechsmal zum Einsatz. Erst nach seinem Wechsel zu den Colorado Rockies erhielt er regelmäßig Eiszeit in der NHL und brachte es in drei Spielzeiten zu insgesamt 55 Scorerpunkten bei 147 Einsätzen.
Noch in der laufenden Saison 1978/1979 wechselte er zu den Philadelphia Firebirds und den New Haven Nighthawks in die AHL, bevor er nach Deutschland wechselte. In Mannheim hatte er seine erfolgreichste Zeit und traf für den Mannheimer ERC in den Spielzeiten 1979/1980 und 1980/1981 in 101 Spielen insgesamt 77 Mal in das gegnerische Tor. Insgesamt erzielte er 178 Scorerpunkte. Er war damit einer der Garanten für den Gewinn der Deutschen Meisterschaft im Jahre 1980 unter Trainer Heinz Weisenbach. In dieser Meisterschaftsrunde, aber auch in der nachfolgenden Saison war er einer der Topscorer der gesamten Liga. In der Saison 1981/1982 beendete er nach einem kurzen Gastspiel bei der DEG seine Laufbahn.
Andruff war für sein körperbetontes Spiel, aber auch für seine schnellen, präzisen Pässe und seinen Torriecher bekannt. Als Showeinlage präsentierte er im Mittelkreis der Spielfläche einarmige Liegestütze.

## Erfolge und Auszeichnungen
- 1976 AHL First All-Star Team
- 1976 Les Cunningham Award
- 1976 Calder-Cup-Gewinn mit den Nova Scotia Voyageurs
- 1980 Deutscher Meister mit dem Mannheimer ERC

## Nach der Karriere
Andruff arbeitet heute als Geschäftsmann in New York City und ist Inhaber einer eigenen Firma.